# 설계 명세서
설계 명세서(design specification) 또는 제품 설계 명세서(product design specification)는 제품이나 프로세스가 준수해야 할 기준을 정확히 상세히 기술한 문서이다. 제품 또는 그 디자인이 고객을 대신하여 생성되는 경우, 명세서는 고객 또는 의뢰인의 요구 사항을 반영해야 한다. 설계 명세서에는 예를 들어 필요한 치수, 환경 요인, 인간공학적 요인, 미학적 요인, 유지 보수 요구 사항 등이 포함될 수 있다. 또한 설계가 어떻게 실행되어야 하는지에 대한 구체적인 예시를 제공하여 다른 사람들이 올바르게 작업할 수 있도록 도울 수 있다 (작업자가 무엇을 해야 하는지에 대한 지침).

## 설계 명세서의 예시
물리적 제품, 소프트웨어, 건물 건축 또는 다른 유형의 결과물일 수 있는 예시 설계 명세서이다. 열과 정보는 출력 형식에 따라 조정될 수 있다.
| 번호 | 범주 | 요구 / 희망 | 가중치 번호 | 요구 사항                  | 성공 기준                           | 평가 방법         | 수정 날짜 |
| ---- | ---- | ----------- | ----------- | -------------------------- | ----------------------------------- | ----------------- | --------- |
| 1    | 미학 | 요구        | 2           | 제품은 파란색이어야 함     | 제품이 파란색임                     | 시각 분석         | 03-21     |
| 2    | 비용 | 요구        | 1           | 제품 비용이 300파운드 미만 | 제품이 300파운드 미만임             | 부품 비용 분석    | 03-21     |
| 3    | 기능 | 희망        | 3           | 제품은 접을 수 있어야 함   | 제품 크기를 최소 1/2로 줄일 수 있음 | 프로토타입 테스트 | 05-21     |
| 4    | ...  |             |             |                            |                                     |                   |           |

## 특별 요구사항
건설 설계 명세서는 미국 정부 조달 규칙에 언급되어 있는데, 여기서는 건축가-엔지니어가 건설 설계 명세서에 "성능 요구 사항, 가용성, 가격 합리성 및 비용 효율성에 부합하는 최대한의 회수 재료"를 지정해야 하는 요구 사항이 있다.

## 같이 보기
- 데이터 시트 (사양 시트)
- 계약에 의한 설계
- 소프트웨어 요구 명세
- 사양

## 기타 출처
- Mohan, S., Dr. "Design Specifications", Dr. S. Mohan. N.p., n.d. Web. 27 Dec. 2015.
- "What Are Specifications?" Specificationsdenver. N.p., n.d. Web. 27 Dec. 2015.